# 福雷·纳辛贝
福雷·埃索齐姆纳·纳辛贝（法語：Faure Essozimna Gnassingbé，發音：[foʁ ɲasɛ̃ɡbe]；1966年6月6日—），现任多哥部长会议主席。曾任多哥總統，他是前總統納辛貝·埃亞德馬之子。

## 生平
纳辛贝早年曾先后在法国的巴黎第九大学和美国的乔治·华盛顿大学学习金融学和工商管理学，并在美国获得工商管理学硕士学位。他曾担任过国民议会议员，并在政府中任装备、矿业和邮电部长。
根据父親納辛貝·埃亞德馬逝世后的公告，他被军队指定为多哥国家元首。2005年4月24日，多哥总统大选举行。4月26日，独立选举委员会宣布多哥人民聯盟纳辛贝获胜。
2005年6月20日，组成埃德姆·科乔总理政府。2006年9月20日，组成亚沃维·阿博伊博总理政府。
2024年，多哥议会批准修宪，将国家体制由总统制改为议会制，创立新的职位，多哥部长会议主席，该职位没有任期限制，并将成为实权领袖。新体制将被称为多哥第五共和国。2025年5月3日，纳辛贝宣誓就任部长会议主席，总统成为礼仪性职位。